# Насіунал (Фуншал)
Спортивний клуб «Насіона́л» (порт. Clube Desportivo Nacional, МФА: [ˈkɫu.bɨ dɨʃ.puɾ.ˈti.vu nɐ.si.ˈo.nɐ]) — португальський футбольний клуб із Фуншала, заснований 1910 року. Виступає у найвищому дивізіоні Португалії.

## Досягнення
Третій дивізіон
- Переможець (1): 1999–2000

## Виступи в єврокубках
| Сезон   | Змагання    | Раунд   | Клуб                  | Вдома | На виїзді | Разом |
| ------- | ----------- | ------- | --------------------- | ----- | --------- | ----- |
| 2004–05 | Кубок УЄФА  | 1Р      | Севілья               | 1–2   | 0–2       | 1–4   |
| 2006–07 | Кубок УЄФА  | 1Р      | Рапід Бухарест        | 1–2   | 0–1       | 1–3   |
| 2009–10 | Ліга Європи | ПО      | Зеніт Санкт-Петербург | 4–3   | 1–1       | 5–4   |
| 2009–10 | Ліга Європи | Група L | Вердер                | 2–3   | 1–4       | Н/Д   |
| 2009–10 | Ліга Європи | Група L | Аустрія               | 5–1   | 1–1       | Н/Д   |
| 2009–10 | Ліга Європи | Група L | Атлетік Більбао       | 1–1   | 1–2       | Н/Д   |
| 2011–12 | Ліга Європи | 2КР     | Гапнарфйордур         | 2–0   | 1–1       | 3–1   |
| 2011–12 | Ліга Європи | 3КР     | Геккен                | 3–0   | 1–2       | 4–2   |
| 2011–12 | Ліга Європи | ПО      | Бірмінгем Сіті        | 0–0   | 0–3       | 0–3   |
| 2014–15 | Ліга Європи | ПО      | Динамо Мінськ         | 2–3   | 0–2       | 2–5   |

1Р = Перший раунд; КР = Кваліфікаційний раунд; ПО = Раунд плей-оф